# خسوف القمر سبتمبر 2015
| خسوف القمر الكلي في 28 سبتمبر 2015 | خسوف القمر الكلي في 28 سبتمبر 2015 |
| ---------------------------------- | ---------------------------------- |
|                                    |                                    |
| السلسلة (والأعضاء)                 | 137 (28 على 81)                    |
| المدة (س:دق:ث)                     |                                    |
| كلي                                | 1:11:55                            |
| جزئي                               | 3:19:52                            |
| ناقص                               | 5:10:41                            |
| التماس (ساعة UTC)                  |                                    |
| P1                                 | 0:11:47                            |
| U1                                 | 1:07:11                            |
| U2                                 | 2:11:10                            |
| القصوى                             | 2:47:07                            |
| U3                                 | 3:23:05                            |
| U4                                 | 4:27:03                            |
| P4                                 | 5:22:27                            |

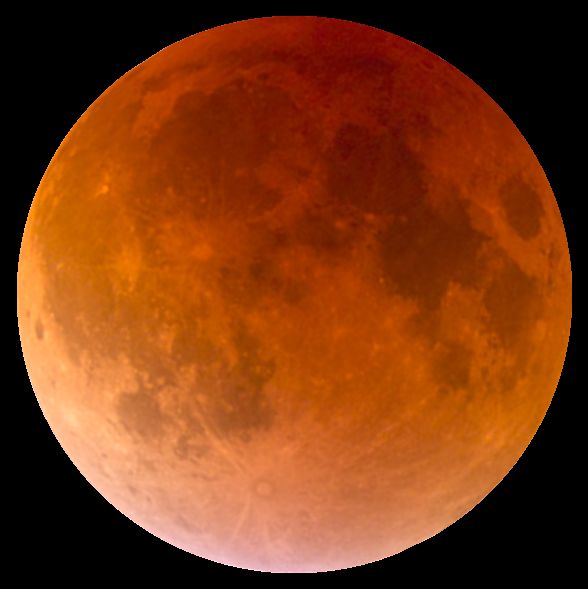

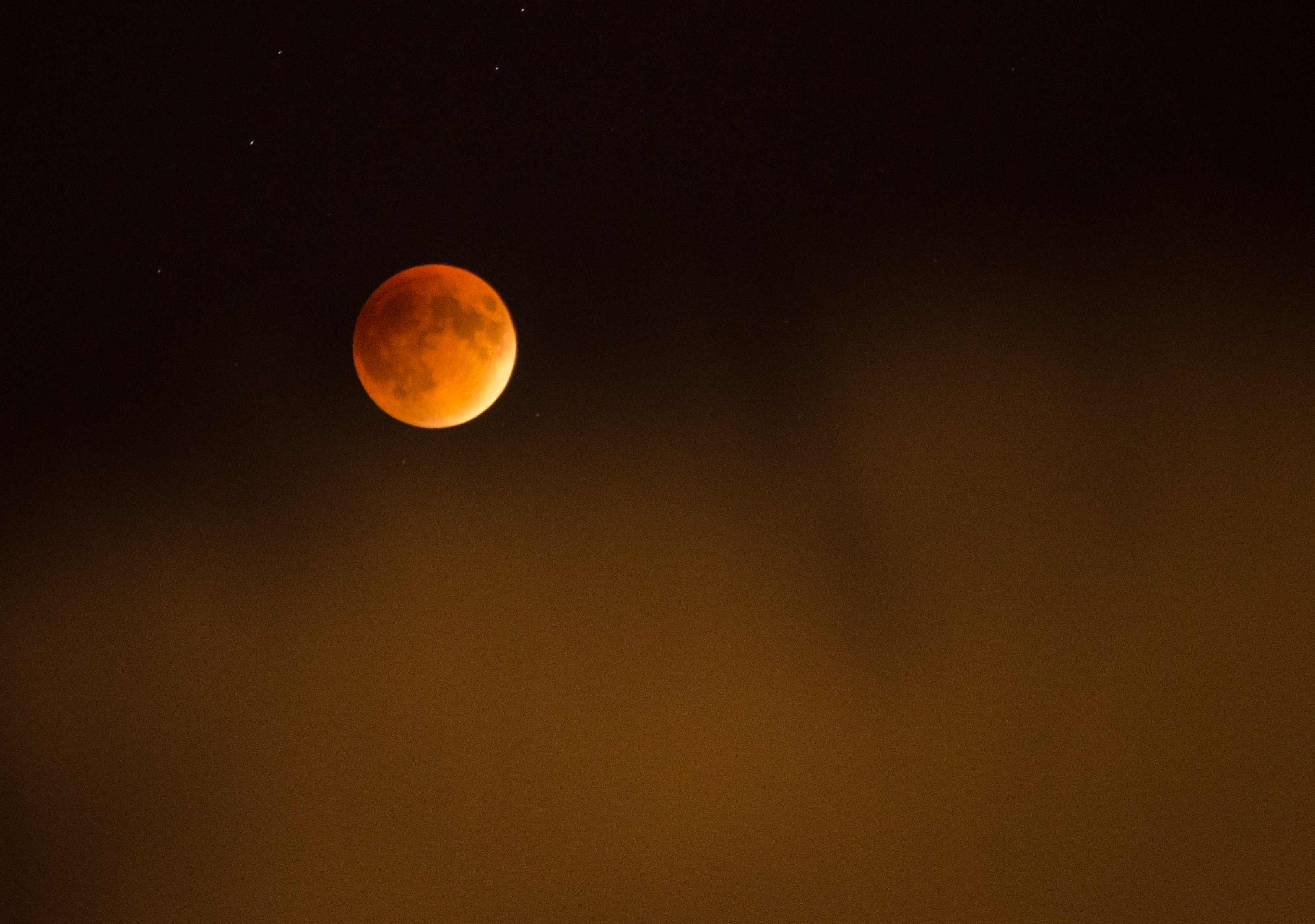
القمر الدامي كما شوهد في نيويورك.

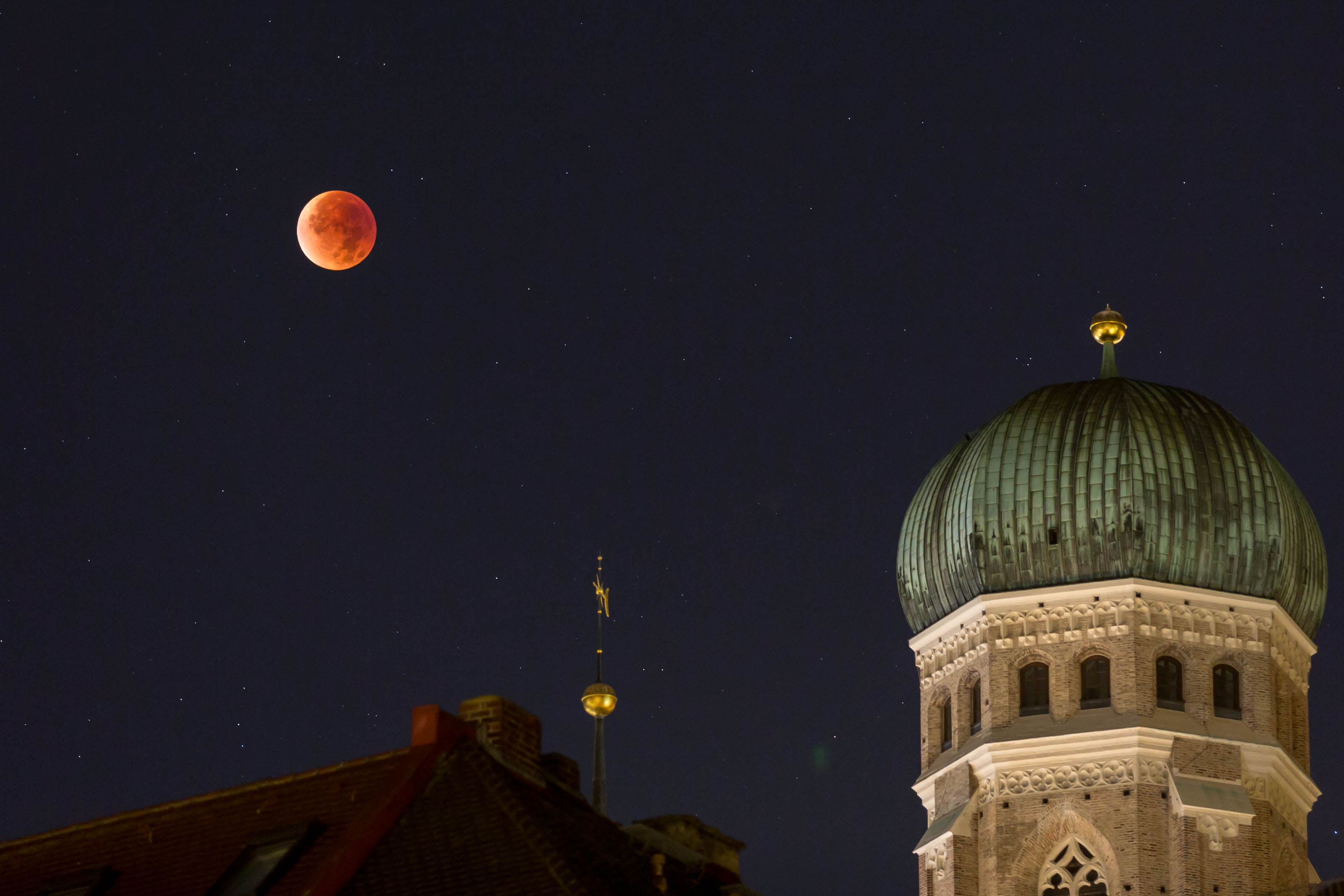
القمر الدامي كما شوهد في ميونخ.

خسوف القمر في 28 سبتمبر 2015 أو القمر العملاق أو القمر الدامي هو ثاني خسوف للقمر في سنة 2015، إضافة إلى كونه كلي.

هذا الخسوف هو الأخير في الرباعيات القمرية، وهي سلسلة من أربعة أخسفة (أو خُسف) متتالية بين كل واحد منها مدة ستة أشهر، الأخسفة الثلاثة السابقة وقعت في 15 أبريل 2015، و8 أكتوبر 2014، و4 أبريل 2015.

في هذا الخسوف سيكون القمر أكبر من العادة، والقمر سيكون فقط 59 دقيقة بعد اقترابه من النقطة الأقرب من الأرض في 2015 في أقصى خسوفه، وهذه اللحظة تسمى عادة قمر عملاق. القطر القمري الظاهر سيكون أكبر 34'، وسيتم رؤية القمر في أوج ظهوره عند الساحل الشمالي الشرقي في البرازيل.
يدور القمر في مدار حول الأرض ليس دائريا تماما وإنما شكله بيضوي؛ أي توجد نقطة على المدار يكون فيها القمر أبعد ما يمكن عن الأرض، وتلك النقطة تسمى نقطة الأوج، وهي تبعد عن الأرض نحو 405.500 كيلومتر. والنقطة المقابلة لها على المدار بزاوية قدرها 180 درجة يكون القمر فيها أقرب ما يمكن من الأرض وهي تبعد عن الأرض بنحو 363.100 كيلومتر، وتسمى تلك النقطة في علم الفلك نقطة الحضيض - وعندها نرى القمر أكبر ما يمكن ـ ويسمى القمر عندها «القمر العملاق»، وقياس قطر القمر وهو عند نقطة الحضيض يبلغ 34 دقيقة قوسية.  

## الرؤية

رسم متحرك لمختلف مراحل هذا الخسوف.

يعود اللون الأحمر للقمر أثناء الخسوف الدامي إلى أن الأرض تكون على خط مستقيم بين القمر والشمس فتحجب أشعة الشمس عن القمر شبه كليا . إلا أن ضوء الشمس يمر خلال الطبقة الرقيقة لجو الأرض ويتشتت فيها، فتتشتت ألوان الضوء الأزرق والأخضر في السماء وتنفذ أشعة الشمس الحمراء وتضيء القمر بلونها الأحمر. ويرجع تشتت الألوان الأزرق والأخضر والبنفسجي عند مرورها بجو الأرض إلى قصر موجاتها هذا بالمقارنة بطول موجة الضوء الأحمر التي هي موجات أطول منها لا تتشتت بنفس القدر بل تستمر في طريقها وتسقط على سطح القمر حمراء وتضيئهُ بضوءٍ أحمر. الصورة (شكل2) في الأسفل توضح هذا وهي صورة تخيلية إذا شاهدنا الأرض من القمر أثناء الخسوف الدامي. 

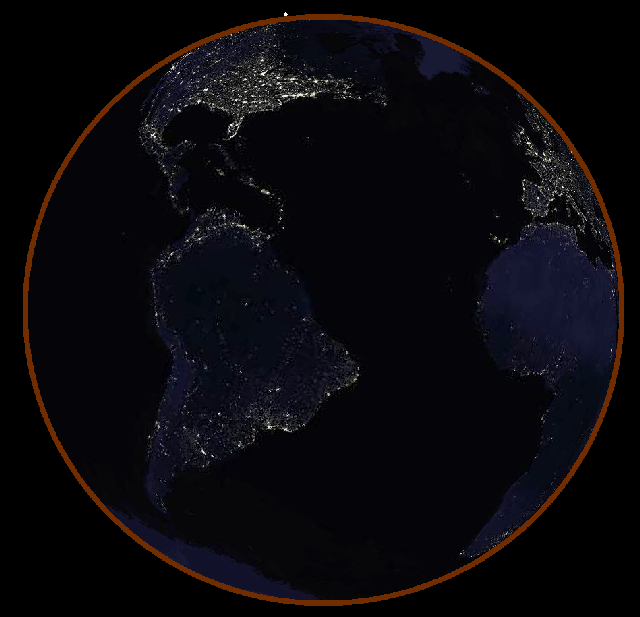
شكل 2:الأرض كما يفترض أن ترى من قبل القمر في أقصى الخسوف. عندئذ ييبدو جو الأرض أحمر من على القمر.

هذا الخسوف سيرى من جزء كبير من الأمريكيتين وأوروبا وأفريقيا.

## خسوف القمر العملاق
قمر الخسوف سيكون قطره الظاهر أكبر بنسبة 12.9% عن المعتاد مثل خسوف القمر أبريل 2015؛ كان قطر القمر المقاس في أبريل 2015 29.66' مقابل 33.47' لهذا الخسوف الحادث في 28 سبتمبر 2015، ويرجع هذا إلى أن القمر لا يدور حول الأرض في مدار دائري تماما، وإنما بيضوي بعض الشيء، فهو عند نقطة يكون بعيدا عن الأرض وعند النقطة المقابلة لها يكون قريبا، وعندئذ يبدو لنا أكبر حجما ويسمى عندئذ «القمر العملاق».

## مقالات ذات صلة
- خسوف

## هوامش
1. ↑  بداية المرحلة الناقصة.
2. ↑  بداية المرحلة الجزئية.
3. ↑  بداية الخسوف الكلي.
4. ↑  نهاية الخسوف الكلي.
5. ↑  نهاية المرحلة الجزئية.
6. ↑  نهاية المرحلة الناقصة.